# تيست درايف III: ذا بايشن
تيست درايف III: ذا بايشن (بالإنجليزية: Test Drive III: The Passion)‏، هي لعبة إلكترونية من نوع سباقات السيارات، أنتجت عام 1990م وتدعم بنظام دوس، وهي الجزء الثالث من سلسلة تيست درايف.